# 胡海牙
胡海牙（1914年—2013年9月27日），生於中華民國浙江省紹興縣，中華人民共和國中醫師，北京大學第一醫院主任醫師、教授，中國道教協會理事，中國道教文化研究所丹道、醫藥、武術顧問，陳攖寧道家仙學養生術的繼承人。

## 生平
1927年起，在江南紹興名醫邵佐卿的中藥鋪當學徒，學習中醫藥。在這期間，逐漸發現中醫學與道教之間有著極爲密切的聯繫， 許多古代著名中醫學家如孫思邈、葛洪等，在道學研究方面卓有成就，於是萌發了研究道教的想法。
1933年學徒出師之後，便離開紹興，上了上虞縣龍會山， 正式開始研究道教。其後又尋師訪友，遍遊了江、浙一帶的名山洞府。有一天，胡海牙自孫抱慈處得到《揚善半月刊》，上面陳攖寧的文章打動了他，自此他藉由書信往來向陳攖寧求道。
1934年從孫孟山學習古琴及金石書畫。
1944年行醫於金華、浦江一帶，有“半仙”之譽。得馬丹陽針法之心傳，提出「師古人心，無襲古人跡」。
1945年在杭州銀洞橋，開設“慈海醫室”
1946年，經張竹銘、孟懷山介紹，在杭州佑聖觀正式拜道教學者、仙學的倡導者陳攖寧為師，成為陳氏的關門弟子，承其教導二十餘年。
1948年通過考試，取得中華民國的中醫師考試及格證書（醫中檢字6431號）、中醫師證（中字第3169號）
1949年起，胡海牙將陳攖寧接到杭州居住，並照顧其飲食起居，二十餘年，在此其間，陳攖寧爲胡海牙專門講過《黃帝內經》、《周易參同契》、《悟真篇》。由於馬一浮推薦，陳攖寧擔任浙江文史館館員。馬一浮也向陳攖寧請教過《參同契》，胡海牙記錄過陳攖寧講《參同契》的前十章，此書陳攖寧未注完。
1953年取得杭州市中醫師學習西醫進修班畢業證書，中華人民共和國衛生部中醫證（中字6322號）。行醫之餘，並為浙江省中醫進修班多次培訓針灸科實習醫生。
1954年在杭州鉤山樵舍，師從黃元秀、海燈法師學習內家拳及武術。後到北京工作以後，又得京東派太極拳之真傳。
1957年冬，中華人民共和國國務院宗教事務局聘請陳攖寧出任中國道教協會秘書長，胡海牙與陳氏同赴北京白雲觀，進行道教研究工作，並在白雲觀每天上午開四小時門診，下午和晚間則從事道教研究。
1959年1月接受了北京大學第一附屬醫院的聘請，開始去北醫從事針灸教學研究與臨床工作。直到今日，每週一上午仍繼續中醫針灸專家門診。
1969年，胡海牙被下放到幹校。陳攖寧在憂患之中病逝於北京，按照陳氏的遺囑，胡海牙將老師的書籍，手稿珍藏起來，以伺來日。陳氏與胡師徒二人相處二十餘年，胡海牙盡得陳攖寧道家仙學真傳，曾做聯：「大夢師先覺，長生我獨知」。
1998年，《仙學指南》在北京由中醫古籍出版社出版。
2004年，《仙學輯要》、《仙學必讀》共四冊在香港由天地圖書出版。
2006年，整理編著《中華仙學養生全書》在北京由華夏出版社出版。
2013年9月27日，仙逝。

## 著作
主要論文：《針道秘旨》、《師古人心，無襲古人跡》、《簡談靜功》、《內家八段錦》、《聽皮膚真義》、《養生健身操》、《仙學大義》等。
主要編著：《仙學指南》、《仙學輯要》、《仙學必讀》、《中華仙學養生全書》、《胡海牙文集》